# Hansjürgen Tuengerthal
Hansjürgen Tuengerthal (* 8. März 1936 in Waltershausen, Thüringen) ist ein deutscher Jurist, Rechtsanwalt und Fachautor.

## Jugend und Studium
Hansjürgen Tuengerthal ist das älteste von vier Kindern eines protestantischen Pastors. Aufgewachsen in Thüringen, übersiedelte seine Familie nach dem Krieg in den Westen. Sein Jurastudium absolvierte er in Heidelberg und Kiel und erhielt die Zulassung zur Rechtsanwaltschaft 1970. Promotion zum Dr. jur. 2002 an der Universität Potsdam mit dem Thema „Zur Umsetzung von EG-Richtlinien und staatengerichteten EG-Entscheidungen in deutsches Recht und Überprüfung der Umsetzung der Fleischhygienegebührenrechtsakte der EG“.

## Anwaltstätigkeit
- Syndikusanwalt des Bundesfachverbands Fleisch seit 1971.[2]
- Seit 1980 Aufsichtsratsvorsitzender der Genossenschaft für die wirtschaftliche Förderung.[3]
- Mitbegründer des Instituts für Nationale und Internationale Fleischwirtschaft in Heidelberg 1978.[4]
- Mitglied im deutschen Forum für Erbrecht.[5]
- Seit 2007 Professor an der Internationalen Berufsakademie Darmstadt – iba.

## Fachgebiete
Gebührenrecht, Fleisch- und Lebensmittelrecht, Arbeits- und Sozialrecht aus der Sicht der Unternehmer, Umsetzung von EG-Recht in nationales Recht, Wirtschaftsrecht sowie Vertragsrecht.

## Engagement
1970 wurde die Kanzlei Tuengerthal und Liebenau in Ladenburg gegründet, die später nach Schriesheim übersiedelte. Zu Beginn der Kanzleitätigkeit erfolgte eine lebensmittelrechtliche Ausrichtung. In dieser Funktion hat die Kanzlei an der Privatisierung kommunaler Betriebe mitgewirkt, die EG-rechtliche Zulassung von Lebensmittelbetrieben begleitet, in einer Vielzahl von Gerichtsverfahren sich für die Umsetzung von Gemeinschaftsrecht in deutsches Recht eingesetzt, sowie an der Rechtsetzung auf europäischer Ebene teilgenommen. Hinzu kamen spezielle Themen des Lebensmittelrechts, Zollrechts, Wirtschaftsrechts sowie arbeitsrechtliche und sozialrechtliche Fragen aus der Sicht der mittelständischen Unternehmen. Im Jahre 2007 wurde eine Zweigstelle der Kanzlei in Heidelberg gegründet, die 2011 ihren Sitz nach Mannheim verlegt hat. Ferner wurde die Zusammenarbeit mit dem Institut für nationale und internationale Fleischwirtschaft (IFW) in Heidelberg intensiviert. Die Tätigkeit der Kanzlei in Brüssel hat dazu geführt, dass im Jahre 2009 eine Zweigstelle der Kanzlei in Brüssel gegründet wurde und eine Zulassung zur Rechtsanwaltschaft in Brüssel erfolgte.
Hansjürgen Tuengerthal engagiert sich aktuell auf der Unternehmerseite vor allem für Werkverträge, Zeitarbeit und Mindestlohn. Er hat dazu eine Arbeitsgemeinschaft für Werkverträge und Zeitarbeit (AWZ) mit Sitz in Mannheim gegründet, der er als Präsident vorsteht. Geschäftsführer ist Rechtsanwalt Michael Rothenhöfer. Die AWZ hält regelmäßig Seminare für Unternehmer ab.
Einer breiten Öffentlichkeit bekannt wurde Hansjürgen Tuengerthal durch einen Prozess gegen den Kanton St. Gallen in der Schweiz, den er 2010 für den deutschen Industriellen Hans Raab führte. Wegen der behaupteten widerrechtlichen behördlichen Schließung von dessen Indoor-Fischfarm – angeblich die größte der Welt – forderte Tuengerthal 104 Millionen Schweizer Franken Schadenersatz. Der Prozess erledigte sich durch eine schwere Erkrankung und den anschließenden Tod des Klägers. Tuengerthal vertrat im so genannten „Marmeladenkrieg“ 2010 eine Klage des deutschen Prozenten Zentis gegen den österreichischen Hersteller Darbo vor dem Landgericht Köln. Der Prozess ging in erster Instanz verloren, die beiden Kontrahenten einigten sich danach außergerichtlich.

## Veröffentlichungen
- Mindestlohn – was kommt auf uns zu. Fleisch-Magazin 5/2014
- Hansjürgen Tuengerthal / Michael Rothenhöfer: Eine Lanze für den Werkvertrag. Betriebs-Berater 1–2/2013, S. 53.
- Die Wandlung der Rechtsprechung bei der Abgrenzung von Werkverträgen und Arbeitnehmerüberlassung.Blickpunkt Dienstleistung 2/2013, S. 4–7 Die Wandlung der Rechtsprechung bei der Abgrenzung von Werkverträgen und Arbeitnehmerüberlassung, (PDF; 498 kB)
- Zur Umsetzung von EG-Richtlinien und staatengerichteten EG-Entscheidungen in deutsches Recht und Überprüfung der Umsetzung der Fleischhygienegebührenrechtsakte der EG. Potsdamer rechtswissenschaftliche Reihe Bd. 16, ISBN 3-631-39338-5
- Schlachthofprivatisierung – Eine Alternative zur augenblicklichlichen Schlachthofsituation ?, in: Schriftenreihe des Instituts für nationale und internationale Fleischwirtschaft Heidelberg, 1978, Band 7.
- Was kann die Organisation für ihre Mitglieder tun?
- Fleischwirtschaft, ein Stiefkind der Entwicklungshilfe.
- Probleme der nationalen und internationalen Fleischwirtschaft.
- Die Privatisierung als Lösungsansatz für Probleme kommunaler Schlachthöfe in Baden-Württemberg?
- Integration von Fleischmärkten in Versorgungsmärkte.
- Die Neugestaltung oder Umgestaltung von Zerlegeeinrichtungen in Schlachthöfen aus immissionsrechtlicher Sicht.
- Kennzeichnungsprobleme beim Verpacken von Fleisch in Zerlegebetrieben., Inst. für Nationale u. Internat. Fleischwirtschaft, 1980 (74 Seiten)
- Ordnungswidrigkeitsverfahren gegen Grossschlächter im Zusammenhang mit Schlachtrinderprämien., Inst. für Nationale u. Internat. Fleischwirtschaft, 1980 (56 Seiten)